# Succinea greeri
Succinea greeri är en snäckart som beskrevs av Tryon 1866. Succinea greeri ingår i släktet Succinea och familjen bärnstenssnäckor. Inga underarter finns listade i Catalogue of Life.